# فدية تحالف (فلم)
فدية تحالف (بالفرنسية: La Rançon d'une alliance) هُو فيلم كونغولي صدر سنة 1974 وأخرجه سيباستيان كامبا. سيناريو الفيلم مُقتبس من رواية (بالفرنسية: La Légende de Mfoumou Ma Mazono) لمُؤلفها جون مانولغا. يُعد الفيلم أول فيلم روائي أُنتج في جمهورية الكونغو بعد الاستقلال عن فرنسا سنة 1960.

## القصة
تدور أحداث الفيلم في الكونغو في فترة ما قبل الاستعمار وتتحدث عن الصراع بين قبيلتي تسيمبو وتسوندي. يتزوج ابن وابنة رئيسي هاتين القبيلتين، مما يضمن التحالف والسلام بين القبيلتين. لكن هاكولا ابنة زعيم قبيلة تسوندي، نامت مع أحد العبيد، مما أدى إلى اندلاع أعمال عنف. يُنهي ابن هاكولا الصراع باستعادة السلام وتحرير جميع العبيد. وتُصبح هاته القضية حافزًا لتغييرات عميقة في المجتمع.

## بطاقة تقنية
- عُنوان الفيلم : فدية تحالف.
- إخراج : سيباستيان كامبا.
- البلد :  جمهورية الكونغو.
- اللغات : لُغة الكيتوبا، لُغة اللينغالا.
- المدة الزمنية : 95 دقيقة.
- تاريخ الصدور : 1974.

## أنظُر أيضا
- سينما الكونغو

## روابط خارجية
مقالات تستعمل روابط فنية بلا صلة مع ويكي بيانات